# Селянко Лідія Сергіївна
Лідія Сергіївна Селянко (англ. Lidia Selianko; 22 вересня 1988 — українська художниця графік, живописець. Член Національної Спілки Художників України.
У 2011 р. опублікована у книзі «Художники України» випуск № 6.
Картини художниці знаходяться в приватних колекціях України, Німеччини, Великої Британії. Художниця живе та працює у Києві.

## Біографія
2005—2011. Національна Академія Образотворчого Мистецтва і Архітектури (НАОМА). Навчалася у професорів Галини Галинської та у Миколи Кочубея.
З 2009 року член Національної Спілки Художників України.
Нагороди
- 2010 р. I — місце. Український тиждень мистецтв Ukranian Art Week. Конкурс графіки, номінація авангардна графіка.Музей сучасного мистецтва України м. Київ
- 2011 р. II — місце. Український тиждень мистецтв Ukranian Art Week. Міжнарожний конкурс графіки, номінація експериментальна графіка.Музей сучасного мистецтва України м. Київ.

У 2011 р. опублікована у книзі «Художники України» випуск № 6.

## Виставки
- 2007 р. Всеукраїнська виставка «Жінки України митці»
- 2006 р. участь у виставці. м. Чернігів
- 2007 р. Всеукраїнська виставка «Мальовнича Україна»
- 2008 р. Всеукраїнська виставка імені Г. Якутовича
- 2009 р. Трієнале графіки м. Київ
- 2009 р. Всеукраїнська виставка «Різдвяна»
- 2010 р. Трієнале графіки. Австрія
- 2010 р. Всеукраїнська виставка «Книжкової графіки»
- 2010 р. Український тиждень мистецтв Ukranian Art Week. International Exhibition & Competition of Contemporary Arts Музей сучасного мистецтва України м. Київ.
- 2011 р. «Дні слов'янського мистецтва у Берліні (Art Week in Berlin)» м. Берлін
- 2011 р. «Санкт- Петербурзький тиждень мистецтва» St. Petersburg's Art Week м. Санкт-Петербург Росія.
- 2011 р. учасник проекту «Кендіс Брайтц: ТИ+Я» PinchukArtCentre м. Київ.
- 15-20 березня 2011 р.- International Exhibition & Competition of Contemporary Arts Український тиждень мистецтв. Музей сучасного мистецтва України м. Київ
- 2011- II Всеукраїнське Трієнале Української Книжкової Графіки.
- 2016 р. «Art-Reviviscence», живопис класиків ХХ ст. та традиційний живопис. Український Дім м. Київ
- 2016 р. «Всеукраинский фестиваль писанок 374 художника». м. Київ
- 2016 р. «Talent Energy Fest, international art projects» музей-майстерня Івана Кавалерідзе м. Київ
- 2016 р. Трієнале Українського Живопису" Будинок художника м. Київ
- 2016 р. 10-17 листопада Персональна виставка живопису «Welcome to paradise» у галереї Spivakovska ART: Ego culture centre. м. Київ
- 2017 р. Персональна виставка у «Новопечерській Школі» м. Київ.
- 2017 р. «Art Summer Contemporary» Центр Сучасного Мистецтва М17 м. Київ

## Картини

«Свобода» полотно, олія, акрил 120х120 см 2016 р.
"Вершник" полотно, олія, акрил 110х100 см 2016 р.
Сон АнанасаСон АнанасаСон Ананаса полотно, олія, акрил 1.00х70 см 2016 р.